# Pavel Friedländer
Pavel Friedländer (9. března 1911 Ústí nad Labem – 29. září 1942 Biskajský záliv) byl československý občan židovské národnosti, palubní střelec 311. československé bombardovací perutě a oběť druhé světové války.

## Život

### Před druhou světovou válkou
Pavel Friedländer se narodil 9. března 1911 v Ústí nad Labem v židovské rodině. Vystudoval reálné gymnázium a poté pracoval jako úředník. Absolvoval prezenční vojenskou službu v Československé armádě.

### Druhá světová válka
Po německé okupaci opustil Pavel Friedländer již 29. března 1939 Protektorát Čechy a Morava a 1. dubna 1941 se na území Spojeného království přihlásil do Československé armády v zahraničí. Dne 17. dubna byl přijat do Royal Air Force a do 25. dubna 1942 prodělával výcvik. Následně byl přiřazen k 311. československé bombardovací peruti, se kterou se účastnil protiponorkových hlídkových letů nad oceánem. Jeho operační služba trvala tři měsíce. Dne 29. září 1942 byl jeho stroj Vickers Wellington B.Mk.Ic HF921 KX-M napaden čtveřicí německých dálkových stíhačů (jeden Dornier Do 217 a tři Junkers Ju 88). Pavel Friedländer byl na pozici předního střelce. Po asi 45minutovém boji útočící stroje boj vzdaly, poškozený letoun byl ale nucen přistát na mořské hladině v blízkosti britského pobřeží. Raněný Pavel Friedländer nebyl schopen potápějící se stroj opustit a zahynul. Ostatní se zachránili na gumovém člunu. Jeho tělo nebylo nikdy nalezeno. Dosáhl hodnosti podporučíka.

## Posmrtná cenění
- Pavel Friedländer byl v roce 1990 in memoriam povýšen do hodnosti podplukovníka
- V roce 2006 byl Pavlu Friedländerovi udělen titul čestného občana města Ústí nad Labem